# Wieck a. Darß
Wieck a. Darß är en kommun och ort i Landkreis Vorpommern-Rügen i förbundslandet Mecklenburg-Vorpommern i Tyskland.
Kommunen ingår i kommunalförbundet Amt Darß/Fischland tillsammans med kommunerna Ahrenshoop, Born a. Darß, Prerow, Dierhagen och Wustrow.